# میلوش آلکساندر بازوفسکی
میلوش آلکساندر بازوفسکی (اسلواکی: Miloš Alexander Bazovský؛ ۱۱ ژانویهٔ ۱۸۹۹ – ۱۵ دسامبر ۱۹۶۸) یک نقاش برجسته اهل کشور چکسلواکی بود که اغلب در میان برجسته‌ترین چهره‌های هنر قرن بیستم از اسلواکی قرار می‌گیرد.